# Côte de Lustin
De Côte de Lustin is een helling in de Ardennen, vernoemd naar Lustin op de top. 

## Wielrennen
De helling is vroeger onderdeel geweest van Dwars door België toen de finish in Ciney lag. 